# Zuzana Koubková
Zuzana Koubková (* 10. května 1973 Praha) je česká autorka historických románů, jejichž děj se odehrává v období přemyslovského státu.

## Život

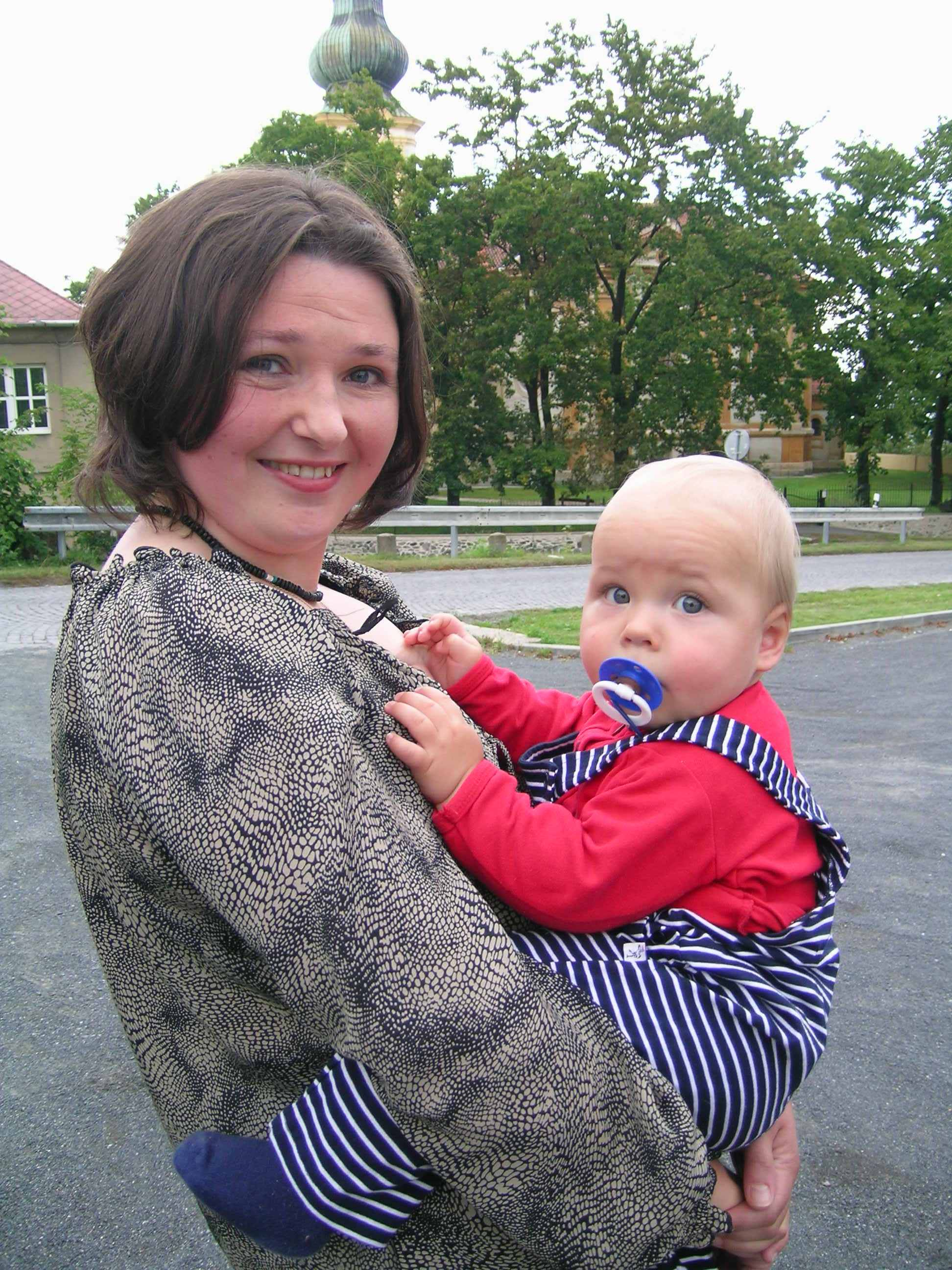
Boleslavovy křtiny
15. listopad 2005

Narodila se 10. května 1973 v Praze, kde žije, často ale pobývá také na chalupě v Louňovicích pod Blaníkem, kde má svoje kořeny.. Vystudovala Českou zemědělskou univerzitu v Praze a je rostlinolékařka.
Mezi její zájmy patří historický šerm, a několik let byla členkou historicko-šermířského spolku Záviš. Byl to právě tento koníček, který ji přivedl ke studiu odborných historických pramenů, a posléze i k literárnímu ztvárnění historických událostí a osudu některých osobností českých dějin.
Nepovažuje se za spisovatelku, respektive považuje se za spisovatelku pro zábavu, psaní je pro ni jen koníčkem a pracuje ve státní rostlinolékařské správě. Zuzana Koubková se taktéž zúčastnila vědomostní soutěže České televize jménem AZ-kvíz.
Má syna Boleslava, který se narodil 21. prosince 2004 v Praze.
V roce 2016 se provdala za Ľuboše Bartúška, její občanské příjmení je tedy Bartúšková. Rozhodla se ale své romány nadále vydávat pod svým původním jménem.

## Dílo
Zuzana Koubková je autorkou historických románů. Většina z nich se odehrává v době středověkých Čech.
- Rytíř zelené růže (2003) – románová prvotina[4] o Záviši z Falkenštejna a o počátcích vlády Václava II. (1278 - 1290)
- Kníže Václav (2005) – románové převyprávění života patrona českých zemí až po jeho smrt z rukou jeho bratra (921 - 935)
- Boleslav - Příběh bratrovraha (2007) – román volně navazuje na předchozí román a vypráví o vládě Boleslava I. až po jeho smrt (950 - 972)
- Invisible (2011) – román o dobrodružství britského kapitána fiktivní lodi HMS Invisible v době francouzské revoluce (1794 - 1795)
- Bratr Zdislav (knižní série) – Jan Lucemburský je jen krátce na trůně, Eliška Rejčka s Jindřichem z Lipé mají své přívržence a Jindřich Korutanský se stále tituluje jako český král. Je to doba nejistoty, čí pravomoc je faktická a čí jenom formální. Doba příhodná pro podvody, loupení a dokonce i vraždy. A je tu řádový rytíř, který musí čelit nešvarům doby i vlastní minulosti. (1317 - 1320)
  - Ztracený templářský poklad, Brno: MOBA 2015.
  - Znesvěcený hrob,Brno: MOBA 2015.
  - Záhada zlatodolu, Brno: MOBA 2017.
  - Zabitý před klášterem, Brno: MOBA 2018.
  - Zlatá růže, Brno: MOBA 2019.
  - Zázračný medailon, Brno: MOBA 2020.
- Koniášův klíč, Brno: MOBA 2021.
- Krajem blanických rytířů, Regia 2023.